# Barriada San Juan Bautista
Barriada San Juan Bautista es una barriada de la ciudad de Burgos, construida en 1946. Inicialmente concebida como promoción de "casas baratas", hasta 2018 se denominó Barriada Yagüe homenajeando al general franquista Juan Yagüe, cuando cambió su nombre, en cumplimiento de la Ley de Memoria Histórica, a Barriada San Juan Bautista, patrón del barrio.
Es uno de los barrios que mayor apogeo tiene en los últimos años [cita requerida], con aproximadamente 3.000 habitantes en 2010, una cifra que sigue creciendo ante la proliferación de edificaciones unifamiliares.

## Descripción e Historia
Barrio de Burgos, ubicado en el término de “las pastizas”, entre el barrio de San Pedro de la Fuente - Fuentecillas y Villalonquéjar, en la zona Oeste de la ciudad. Ocupa una extensión aproximada de 578.000 m² y está situada a una altitud de más de 850 metros. La temperatura media de todo el año ronda los 11 °C. El origen de esta barriada data de 1945, cuando el general franquista Juan Yagüe manda construir las primeras cincuenta viviendas, pero no es hasta el 18 de julio de 1946 cuando se hace la entrega de las llaves de ya más de cien viviendas. Decidido a terminar con los problemas de vivienda que tenía Burgos durante la postguerra, Yagüe creó un grupo de casas denominadas entonces "ultrabaratas". El día de reyes de 1945 se adjudicaron cincuenta viviendas, aunque no fue hasta el 18 de julio de 1946 cuando se hizo entrega de las 152 primeras viviendas en un acto que tuvo lugar en el desaparecido Gran Teatro. Finalmente, fueron más de 300 casas las que compusieron la barriada. Más tarde se edificarían la iglesia de San Juan Bautista, las escuelas “Juan Yagüe”, así como la casa del cura y de los maestros, dotando de los primeros servicios a la barriada.

## Desarrollo cultural
A principios de los años 50 comienza a funcionar el jardín maternal “Juan Yagüe”, que pertenecía a auxilio social y estaba atendido por las religiosas de María Auxiliadora. En la actualidad se ha transformado en la guardería “La Garza” dependiendo de la Junta de Castilla y León. 
En 1954, la caja de ahorros municipal adquiere unos terrenos en los que creara las escuelas profesionales femeninas de María Auxiliadora, que funcionaran como obra benéfica y social de la misma caja. En 1974, se comienza a impartir la enseñanza de adultos, tres años más tarde se transforma en un centro mixto y cambia su denominación a “Centro de estudios Aurelio Gómez Escolar”, en honor del que fuera director de la caja de ahorros y promotor de esta obra social. 

## Industria y comercio
Durante los primeros años de vida de la barriada se crean diversos comercios, “Carbonerías de Clemente Fernández y Arsenio González”, un economato compuesto por pescadería, carnicería, mercería, estanco y alimentación “Asunción y Ángel”, dos tiendas de alimentación “Revilla” y “Ángel”, “Bar Floren”, “Bar Mata”, tres lecherías “Chanove”, “Fabián”, “Máximo”, casquería “Horencio”, mercería “Miguel”,” el hogar del productor”, las cantinas “La Curra” y “Mazagatos”. 
También diferentes industrias del hierro, hueseras, mecánicas y de pieles eligieron la barriada para instalar sus fábricas. Pero la industria fue desapareciendo entre los años 75 al 80. No fue así con la Real Casa de la Moneda, fábrica nacional de moneda y timbre, que persiste en la actualidad. Situada junto a la barriada ha sido un referente mundial del papel moneda.

## Otros servicios
Los vecinos se reunían en el llamado “hogar del productor”, que se convertirá en la primera sede de la asociación de vecinos San Juan Bautista. El autobús urbano llega hasta la barriada procedente del trayecto Huelgas, Castellana, Hospital Militar, aunque sus vecinos en muchos casos preferían acercarse al centro a pie.
En 1947 llegó a la barriada don Ricardo Pérez López, quién ejercería de médico hasta su jubilación en 1985. Otro vecino singular de la barriada es la prisión provincial de Burgos, fue construida entre 1929 y 1932. La cárcel de Burgos fue creada para acoger entre 800 y 900 reclusos. Sin embargo, la coyuntura de la Guerra Civil y el encaje de Burgos en ella, hizo que la cárcel alcanzara los 3000 reclusos, destacando el alcalde de la ciudad, Luis García Lozano, y el ilustre poeta Manuel Machado.

## Situación Geográfica y distribución
La barriada está situada en el término de “las pastizas”, entre el barrio de San Pedro y Villalonquejar, en la zona Oeste de la ciudad de Burgos. Ocupa una extensión aproximada de 578.000m² y está situada a una altitud de más de 850 metros. La temperatura media de todo el año ronda los 11 °C. 
Hasta los años 70 la barriada crece en población llegando a superar los 2000 habitantes. Sin embargo, los jóvenes empiezan a formar sus propias familias y emigran a otras zonas de la ciudad. Esto unido al descenso de la natalidad hace que la barriada pierda población progresivamente. Actualmente la barriada Yagüe cuenta con más de 3200 habitantes.

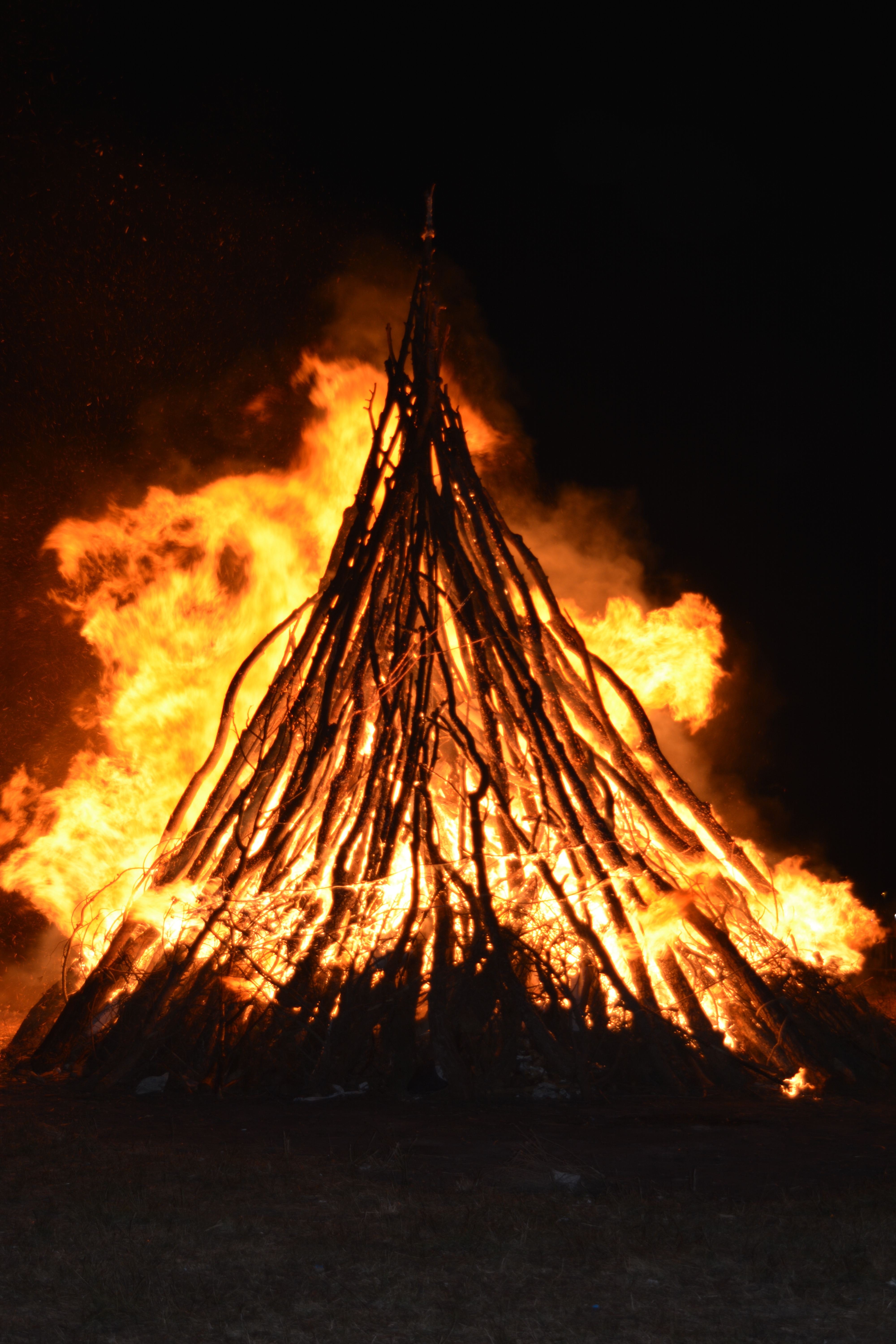
Hoguera en honor a San Juan el día 23 de junio

## Fiestas y costumbres
La barriada celebra sus fiestas en honor de San Juan, las vísperas del 24 de junio, a modo de preámbulo de las fiestas patronales de San Pedro y San Pablo de la capital de Burgos. El acto más importante y con mayor relevancia es la hoguera, que en honor de San Juan conmemora el solsticio de verano y el triunfo del día sobre la noche. Las hogueras durante la noche del 23 al 24 de junio son tradicionales en todos los lugares de la Península. Se conservan desde la antigüedad y servían para depurar con el fuego todos los malos espíritus que podían acechar a los pueblos. Está tradición aparece en la barriada desde su misma creación. 
Se conserva un documento de 1949 en el que Francisco Villar Colina, en representación de los mozos, se dirige al presidente de la Junta Administrativa de la barriada a fin de obtener permiso para cortar leña con destino a la festividad de San Juan Bautista. 
A las tradicionales fiestas populares hay que sumar las de carnaval y Navidad.

## Actualidad
La barriada cuenta con dos centros culturales cedidos por la Junta de Castilla y León a la asociación de vecinos San Juan Bautista. Uno de ellos fue cedido en los años 80, el otro se corresponde con el antiguo consultorio médico y su cesión se hizo en el año 2000. En estos centros se desarrollan todo tipo de actividades lúdico culturales como son los cursos de informática, maquillaje, pintura, aerobic, teatro, tertulia de mayores, talleres de memoria, excursiones, actividades para niños y jóvenes…
En 1991, se estableció en la casa del cerezo, la asociación” Autismo Burgos”, entidad sin ánimo de lucro, con el objetivo de potenciar al máximo todos los ámbitos de desarrollo de estas personas, como la autonomía personal, las habilidades sociales, la comunicación, el lenguaje y desarrollo cognitivo. 
En el año 1996, se instaló en las antiguas escuelas la fundación “Lesmes”, centro de formación y empleo, cuyo objetivo es la integración de las personas con dificultades en el mundo laboral.
Desde 2005 “Aspanias” está presente en la barriada con pisos y casas tuteladas, gracias a la asociación la integración ha sido más fácil, hoy se puede decir que son uno más en la barriada. 
El barrio cuenta con diferentes comercios y servicios de atención al ciudadano, como guardería “La Garza”, colegio “Aurelio Gómez Escolar”, farmacia, panadería “El corrusco”, bar “El Rincón de la Abuela”, alimentació “Puri”, bar “Casa Ángel”, bar “El Tordo”, peluquería “Puerto”, “fundación Lesmes”, “Centro Social y Cultural de vecinos San Juan Bautista”, Club Deportivo Yagüe, Peña “Los Sanjuanes"...